# Polder Berkenwoude
Polder Berkenwoude is een polder rond de plaats Berkenwoude in de Krimpenerwaard, in de Nederlandse provincie Zuid-Holland. De polder viel voorheen onder beheer van het ambacht Berkenwoude. Het is een uitgestrekt veenweidegebied met afwisseling van meer open en meer besloten gedeelten en nauwelijks bebouwd.
Per 1 januari 1967 werd de polder gevoegd bij de polder Stolwijk.